# Тарковская, Марина Арсеньевна
Мари́на Арсе́ньевна Тарко́вская (3 октября 1934, Малоярославец, Московская область — 11 июня 2024, Москва) — советская и российская писательница, редактор, критик, дочь поэта Арсения Тарковского и сестра режиссёра Андрея Тарковского. Член Союз кинематографистов России и Клуба 418.

## Биография
Родилась 3 октября 1934 года в Малоярославце.
Отец — поэт и переводчик Арсений Александрович Тарковский (1907—1989), сын Александра Карловича Тарковского (1862—1924), поэта, журналиста и общественного деятеля. Арсений Тарковский ушёл из семьи в 1937 году, но до конца поддерживал с ней отношения. Мать — Мария Ивановна Вишнякова (1907—1979), окончила Высшие государственные литературные курсы (ВГЛК). Дед по матери — Иван Иванович Вишняков, судья. Бабушка по матери — Вера Николаевна, урождённая Дубасова (1880—1966), происходила из старинного дворянского рода.
Во время войны в 1941—1943 годах вместе с матерью и братом была эвакуирована на Волгу, в город Юрьевец, где пошла в первый класс. В 1943 году семья вернулась в Москву, Марина продолжила учёбу в школе № 554 Пролетарского района.
Окончила вечернее отделение романо-германской кафедры (французская группа) филологического факультета МГУ. Работала корректором, затем редактором в Первой Образцовой типографии, позже — редактором в издательстве «Русский язык».
После кончины близких родственников (матери в 1979, брата в 1986, отца в 1989) занялась изучением истории рода Тарковских, посвятив жизнь сохранению памяти об отце и брате. Стала мемуаристом и биографом отца и брата. Является автором и составителем книг, посвящённых их жизни и творчеству. Участвовала в создании документального фильма «Рерберг и Тарковский: обратная сторона „Сталкера“» (2009). О ней сняты фильмы «Марина Тарковская. Яблочный год» (2009) и «Дом Марины» (2012).
Была постоянной участницей Дней А. Тарковского в Юрьевце (с 1990 года). Её активная деятельность помогла открытию музейного центра в Юрьевце (1996), а затем по её инициативе была проведена реэкспозиция этого музея, где по её воспоминаниям воссоздали комнату, в которой прошло её детство с братом. Оказала большую помощь в создании экспозиции музея Арсения Тарковского в Кировограде (1997), предоставив экспонаты из личного архива. Помогла открытию музея Тарковского в селе Завражье (2004).
Безуспешно добивалась создания в Москве дома-музея Тарковских в 1-м Щипковском переулке, где семья проживала с 1934 по 1962 год.
Читала лекции в разных странах мира.
Скончалась утром 11 июня 2024 года в Москве на 90-м году жизни. Похоронена на Востряковском кладбище рядом с мужем (участок 22).

## Семья
- Отец — Арсений Александрович Тарковский (1907—1989).
- Мать — Мария Ивановна Вишнякова (1907—1979).
- Дед по отцу — Александр Карлович Тарковский (1862—1924).
- Бабушка по отцу — Мария Даниловна Рачковская.
- Дед по матери — Иван Иванович Вишняков.
- Бабушка по матери — Вера Николаевна Вишнякова, урождённая Дубасова (1880—1966).
- Брат — Андрей Арсеньевич Тарковский (1932—1986), кинорежиссёр, сценарист.
- Муж — Александр Витальевич Гордон (1931—2020), кинорежиссёр, сценарист, актёр. Сохранила девичью фамилию в браке[4].
  - Сын — Михаил Александрович Тарковский (род. 1958), писатель, поэт[11].
  - Дочь — Екатерина Александровна Тарковская[12].

## Награды
- Премия «Антибукер» (специальная премия председателя жюри «Незнакомка») за книгу «Осколки зеркала» (1999)[13].